# China World Trade Center III
China World Trade Center III (chiń. 中国国际贸易中心; pinyin Zhōngguó Guójì Màoyì Zhōngxīn) - wieżowiec w Pekinie, w Chińskiej Republice Ludowej, o wysokości 330 metrów. Budynek został otwarty w 2009 i posiada 74 kondygnacje.